# Зелиньский, Владислав Корнель
Владислав Корнель Зелиньский (пол. Władysław Kornel Zieliński; 24 июня 1836, Львов — 7 апреля 1895, Варшава) — польский писатель и историк. Сын Людвика Зелиньского, брат Ярослава Зелиньского и Ольги Зелиньской, известной как Ольга Янина.
Отрочество и юность провёл в имении своего отца в городке Любыча-Крулевская. Служил в чине поручика в австро-венгерской армии в 12-м пехотном полку, расквартированном в Венгрии. Затем бо́льшую часть жизни провёл в Люблине, преподавал там и сотрудничал с газетами «Kurier Lubelski» и «Gazeta Lubelska». В 1876 г. выпустил первый путеводитель по Люблину (пол. Opis Lublina, jako przewodnik dla zwiedzających miasto i jego okolice). Наиболее известен как автор книги «Монография Люблина» (пол. Monografia Lublina), подробно рассказывающей об истории и достопримечательностях города, — издан первый том «История города Люблина» (пол. Dzieje miasta Lublina; 1878), второй том остался неизданным — вероятно, в связи с тем, что постоянный оппонент Зелиньского Юзеф Детмерский, как предполагается, снабдил его неким подложным документом, а затем после сделанной Зелиньским публикации раскрыл подлог и разрушил его репутацию как историка-краеведа.
Помимо этого опубликовал исторические труды «Апостольство святых Кирилла и Мефодия, или Начало христианства в Польше» (пол. Apostolstwo św. Cyryla i Metodego oraz początki chrześcijaństwa w Polsce; 1881) и «Август II и Аврора фон Кёнигсмарк» (1883), краеведческую книгу «Прусская Силезия в словах и рисунках» (пол. Śląsk pruski słowem i ołówkiem; 1889), мемуарные книги «Из воспоминаний солдата» (пол. Ze wspomnień żołnierza; 1880) и «На юге» (пол. Na południu; 1884), путеводитель по варшавскому кладбищу Повонзки (1889).
Перевёл на польский язык роман Георга Эберса «Серапис» (1887).